# Kraskowszczyzna (Hajnówka)
Kraskowszczyzna – nieoficjalna część Hajnówki położona na zachodzie miasta, między ulicami Bielską a Południową. Do końca 1951 stanowiła odrębną miejscowość.

## Historia
Kraskowszczyzna to majątek Tomasza Kraskowskiego z dworem, do którego należały także wsie Dolna i Górna. Około 1900 zbudowano szosę z Bielska do Białowieży, która przecięła majątek Kraskowszczyzna, biegnąc zachodnim krańcem wsi Hajnówka.
Za II RP należała do gminy Łosinka w powiecie bielskim w województwie białostockim. 13 kwietnia 1929 weszła w skład nowo utworzonej gminy Hajnówka w tymże powiecie, której 1 kwietnia 1930 nadano status gminy wiejskiej o miejskich uprawnieniach finansowych. Gmina Hajnówka przetrwała tylko ponad rok, bo już 30 czerwca 1930 zniesiono ją, a Kraskowszczyzna  powróciła do gminy Łosinka.
16 października 1933 roku Kraskowszczyzna wraz z Dolną i Wygodą utworzyła gromadę Dolna w gminie Łosinka. 1 października 1934 po raz drugi utworzono gminę Hajnówka, w związku z czym Kraskowszczyznę ponownie odłączono od gminy Orla i włączono do gminy Hajnówka.
Po II wojnie światowej zachowała przynależność administracyjną. 1 lipca 1952 gromadę Dolna (z m.in. Kraskowszczyzną) zniesiono, włączając ją do miasta Hajnówki.